# Stent obložen lekovima
Stent obložen lekovima (eng. drug eluting stents – DES) su posebnim tehnološkim procesom polimerom obloženi stentovi koji u sebi sadrži lek koji smanjenjuje neointimalnu hiperplaziju. Oni imaju funkciju da lokalno deluju na mestu ateroskleroze i tako zaustave i smanje ponovno sužavanje krvnog suda (restenozu). Ovi stentovi uneli su revoluciju u oblast interventne kardiologije, jer od kada su počeli da se ugrađuju, umesto svakog trećeg, tek svaki 10. bolesnik se vraća na sto za intervencije. Odnosno prema trenutnoj tehnologiji, koja se primenjuje, u brojnim istraživanjima stentovi obloženi lekovima umanjili su restenozu za 60-80%, u odnosu na neobložene, metalne stentove.

## Konstrukcija
Generalno gledano, ovu vrstu stenta čine sledeće tri osnovne komponente — platforma, skelet ili osnova stenta, prenosilac leka i lek.
Platforma, skelet ili osnova stenta
Fizičke osobine platforme stenta igraju važnu ulogu u jednostavnijem kretanju sadržaja što ograničava restenozu. Niz fizičkih parametara platforme stenta, kao što je način širenja, sastav materijala, glatkoća površina, debljina bitno utiču na kvalitet stenta.
Prenosilac leka
Prenosilac leka najčešće je jedan od potpuno biorazgradivih ili nerazgradivih polimera, koji u sebe mogu da prime lek.
Lek (medikament)
Lekovi koji se koriste za oblaganje stentova moraju imati specifični biološki efekat, ali se za ostvarivanje željenog lokalnog delovanja mora primeniti odgovarajuća doza i uspostaviti optimalna kinetika eluiranja leka. Od lekova najčešće su to:
- Lekovi sa citostatikom sirolimusom (Rapamycin), citostatikom.[3]  Stent sa rapamicinom ili citostatikom, zansovan je na njegovom antiproliferitavnom dejstvu, odnosno spsobnosti da sprečavaa razmnožavanje ćelija i sužavanje krvnih sudova. Prema tome ovi stentovi sprečavaju razmnožavanje ćelija, pa samim tim i proces oblaganja stenta, koji traje od šest do osam meseci. Neki od citostatika koji se stavljaju na stent (kao što je rapamicin), već se koristi kod transplantacije bubrega. Međutim, doza leka koja se nalazi na stentu iznosi samo dva procenta od dnevne doze koja se daje bolesnicima koji su transplantirali bubreg. To je mala doza koja ne nosi nikakve rizike, a lekovi su već testirani u onkologiji. Ipak, ta doza leka koliko god da je mala, lokalno može da bude prevelika, pa se dešava da kod nekih pacijenata potpuno poremeti oblaganje stenta prirodnim slojem ćelija koji ga isključuje iz kontakta sa krvlju.
- Paklitaksel (Paclitaxel),[4] i njihovi analozi sirolimus-everolimus i
- Zotarolimus (sirolimus–everolimus, zotarolimus).[5]

- Takrolimus i pimerkrolimus koji su još uvek u fazi istraživanja jer postoje oprečni stavovi oko uspešnosti njihove primene.[6]

### Doza leka
Doza leka kojim se oblaže stent mora biti odgovarajuća kako bi se ostvariom definisani biološki efekat i sprečila mogućnost neželjenog efekta desjtva previsoke doze leka ili neostvarivanje efekta kod malih doza.
Previsoke doze leka mogu ispoljavati toksične efekte kao što su:
- povećano nakupljanje fibrina,
- intraintimalne hemoragije,
- nekroze,
- pojava muralnih trombova,
- prekomerno širenje arterija.

Kao posledica navedenih neželjenih efekata nastaju tromboza i pogoršanje neointimalne hiperplazije. 
Niske doze leke  neće ostvariti željeni efekat inhibicije neointimalne hiperplazije.

## Dobre i loše strane
Iako su lekom obloženi stentovi napravili veliki napredak u lečenju mnogih kardiovaskularnih bolesti, još uvek je daleko od idealnog da oni značajno smanjuju ili čak eliminišu neke srčane i druge vaskularne bolesti koje se leče primenom stenta. Pre svega zbog njihove uloge u razvoju restenoze (zbog neointimalne hiperplazije i nešto ubrzanijeg procesa ateroskleroze). i odložene tromboze (zbog nepotpune endoepitelizaciji armature stenta)

## Primena
Primena i efikasnost stent obloženog lekovima kod bolesnika sa akutnim koronarnim sindromom (ACS) još uvek nije dovoljno ispitana, ali se očekuje da oni i kod bolesnika sa ACS budu efikasniji od običnih metalnih stentova ako ne tokom kratkoročnog, ono bar tokom dugoročnog perioda praćenja. U tom smislu primena ovih stentova, kao i primena biorazgradivih stentova trebalo bi da bude prvenstvena opcija u daljem istraživanjima i tehničkim rešenjima novih generacija stentova, (kao što to Vaksman navodi u svom članku „da rade svoj posao, a onda nestanu". Pri čemu lek ili kombinacija lekova treba da ima minimalni inflamatorni odgovor, da efikasno sprečava pojavu zapaljenja i da ne uništava ponovnu endotelizaciju kako bi se sprečila tromboza.
Za sada su objavljeni ovi rezultati u Rotterdam Cardiology Hospital (RESEARCH) registru:
- U poređenju sa konvencionalnim metalnim stentovima, stent obložen rapamicinom se tokom 30-dnevnog praćenja pokazao bezbednim, sa sličnim proceduralnim uspehom i ranim neželjenim posledicama.[9]

- Dosta se očekuje i od stenta obloženog deksametazonom zbog sposobnosti ovog leka da lokalno smanji inflamaciju plaka kod bolesnika sa ACS.[10]

## Literatura
- Myler KR: Coronary And Peripheral Angioplasty. Historical Perspective. U knjizi: Topol E. Textbook Of Interventional Cardiology. WB Saunders 2003. Str 141-161.
- Lepor NE, Madyoon H, Kereiakes D (2002). „Effective and efficient strategies for coronarz revascularisation in the drug eluting stent era”. Rev Cardiovasc Med. 3: S38—S50. 2002; 3 (suppl 5) S38-S50.
- Buffon, Antonino; Liuzzo, Giovanna; Biasucci, Luigi M.; Pasqualetti, Patrizio; Ramazzotti, Vito; Rebuzzi, Antonio G.; Crea, Filippo; Maseri, Attilio (1999). „Preprocedural serum levels of C-reactive protein predict early complications and late restenosis after coronary angioplasty”. Journal of the American College of Cardiology. 34 (5): 1512—1521. PMID 10551701. doi:10.1016/S0735-1097(99)00348-4..
- Morice MC, Serruys PW, Sousa JE, et al, for the RAVEL Study Group. A randomized comparison of a sirolimuseluting stent with a standard stent for coronary revascularization. (2002). „A randomized comparison of a sirolimus-eluting stent with a standard stent for coronary revascularization”. New England Journal of Medicine. 346 (23): 1773—80. PMID 12050336. doi:10.1056/NEJMoa012843..
- Colombo A. The 0% restenosis study. Ital Heart J 2002; 3 (10) 559-561.
- Varenne O, Haghighat T, Allouch P, Himbert D, Benamer H, Spaulding C, Vahanian A. Percutaneous coronary intervention in acute coronary syndromes. U knjizi Marco J, Serruzs P, Biamino G, Fajadet J, de Fayter P, Morice MC, Wijns W, de Bruyne B, Vahanian A, Katzen B. The Paris Course on Revascularization, May 2003, str 209-218.

## Spoljašnje veze
Mediji vezani za članak Stent obložen lekovima na Vikimedijinoj ostavi

- Šta je stent? - National Institutes of Health
- Biotronik

|  | Molimo Vas, obratite pažnju na važno upozorenje u vezi sa temama iz oblasti medicine (zdravlja). |